# Troncal 12 (Venezuela)

La Troncal 12 es una carretera nacional o de primer orden en Venezuela, que comunica a la Región Central con la Región Guayana de Venezuela en sentido norte-sur. Parte desde Higuerote en el estado Miranda, atraviesa el estado Miranda, Guárico, Bolívar  y Amazonas. Culmina en el Puerto de Samariapo en el estado Amazonas. Entre las localidades que comunica se encuentran Higuerote, Altagracia de Orituco, Chaguaramas, Las Mercedes del Llano, Santa Rita de Manapire, Cabruta, Caicara del Orinoco y Puerto Ayacucho, entre otras.

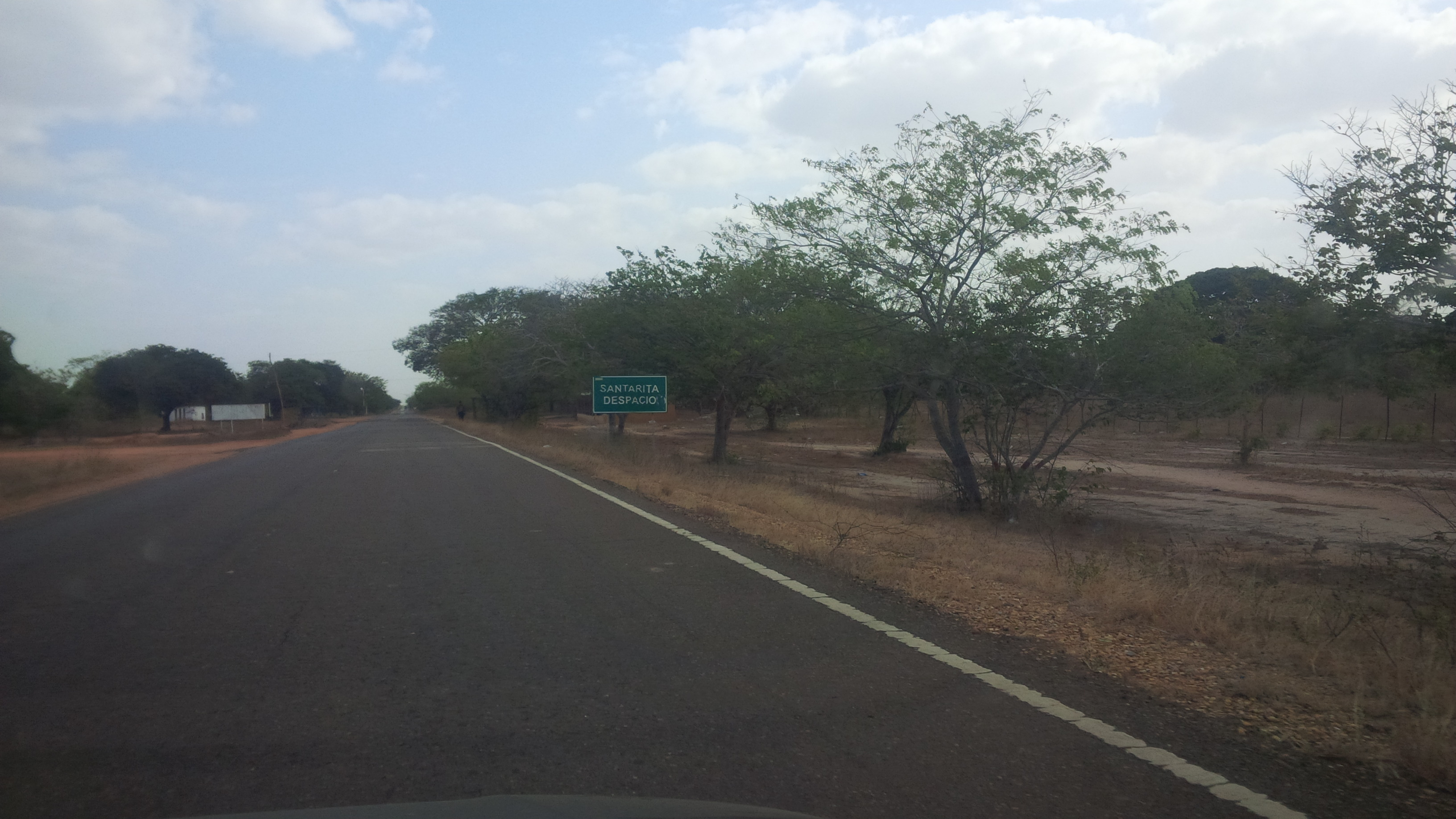
Llegando a Santa Rita de Manapire